# Shane Leslie
Sir John Randolph Leslie, Nam tước đời thứ 3 (Ireland: Sir Seaghán Leslaigh; ngày 24 tháng 9 năm 1885 – ngày 14 tháng 8 năm 1971), thường được gọi là Sir Shane Leslie, là một nhà ngoại giao và nhà văn gốc Ireland. Ông là anh em họ đầu tiên của Sir Winston Churchill. Leslie về sau đổi sang theo Công giáo La Mã và ủng hộ phong trào Ireland Tự trị.

## Tiểu sử
Leslie chào đời tại Glaslough, Hạt Monaghan, trong một gia đình địa chủ giàu có người Anh-Ireland. Cha của ông là Sir John Leslie, Nam tước đời thứ 2, và mẹ tên là Leonie Jerome, em gái của mẹ Winston Churchill gọi là Jennie. Cả hai đều là con gái của Leonard W. Jerome. Tổ tiên của ông, Mục sư Đức cha John Leslie, Giám mục Isles, chuyển từ Scotland đến Ireland vào năm 1633 khi ông được thụ phong chức Giám mục Raphoe ở Hạt Donegal và sau đó làm Giám mục Clogher vào năm 1661.
Leslie sớm được giáo dục tại nhà, dưới sự dạy dỗ của một nữ gia sư người Đức, Clara Woelke, là giáo viên đầu tiên của họ. Leslie theo học tại Trường Ludgrove, sau lên Eton College và King's College, Cambridge. Khi đang ở Đại học Cambridge ông trở thành một người Công giáo La Mã và tích cực ủng hộ phong trào Ireland Tự trị đến mức đổi sang biến thể tên gọi Ireland được Anh hóa ("Shane").
Trong cuộc tổng tuyển cử tháng 1 năm 1910 Leslie đã ứng cử với tư cách là ứng cử viên của Đảng Nghị viện Ireland cho khu vực Londonderry, chỉ thua 57 phiếu. Trong cuộc tổng tuyển cử thứ hai vào cuối năm đó, ông một lần nữa bị đánh bại trong gang tấc trước ứng cử viên của Đảng Liên hiệp. Trước Thế chiến I, Leslie đi du lịch nhiều nơi và năm 1912, ông kết hôn với Marjorie Ide, con gái út của Henry Clay Ide, đại sứ Hoa Kỳ tại Tây Ban Nha và Toàn quyền Philippines. Cha mẹ ông và các thành viên khác trong gia đình đã dọn sang London tạm thời khi chiến tranh bùng nổ.
Trong chiến tranh, ông tình nguyện phục vụ trong Quân đoàn Cứu thương Anh, cho đến khi bị thương; rồi sau ông được cử đến Washington, D.C. để giúp Đại sứ Anh, Sir Cecil Spring Rice, làm dịu đi sự thù địch của người Mỹ gốc Ireland đối với nước Anh và nhờ sự can thiệp của Mỹ vào cuộc chiến sau cuộc bạo loạn Lễ Phục sinh năm 1916 ở Dublin và vụ hành quyết các nhà lãnh đạo của nước này. Nhưng ông cũng tìm đến Ireland để tìm cảm hứng khi viết và biên tập một tạp chí văn học có nhiều câu thơ của Ireland. Ông trở thành người ủng hộ các lý tưởng của chủ nghĩa dân tộc Ireland, mặc dù không phải là chủ nghĩa cộng hòa theo hướng vũ lực.
Trong cuộc bầu cử năm 1918, Đảng Nghị viện Ireland thất bại hàng loạt trước Sinn Féin, đặt dấu chấm hết cho sự nghiệp chính trị của Shane Leslie, nhưng với tư cách là người anh em họ đầu tiên của Winston Churchill, ông vẫn là nhân chứng chính cho nhiều điều đã được nói và thực hiện bên ngoài hồ sơ chính thức trong quá trình đàm phán Hiệp ước Anh-Ireland năm 1921. Thất vọng, ông cảm thấy không mong muốn ở Ireland và bị người Anh bỏ rơi. Giống như nhiều thành viên thuộc tầng lớp quý tộc địa chủ nhỏ từ thập niên 1880, những người có nghĩa vụ chuyển sang các nghề khác, ông không còn có thể trông cậy vào thu nhập từ đất đai được nữa.
Ông viết rất nhiều, đủ mọi thể loại theo nhiều kiểu cách khác nhau, cả thơ ca và văn xuôi, trong vài thập kỷ. Các tác phẩm của ông bao gồm The Oppidan (1922), tiểu thuyết dạng roman à clef viết về cuộc đời của ông và những người đương thời ở Eton, một ấn bản của Letters of Herbert Cardinal Vaughan to Lady Herbert of Lea (1942), và một cuốn tự truyện nhan đề Mrs Fitzherbert: a life chiefly from unpublished sources (1939), cùng với một ấn bản các bức thư của bà (với Maria Anne Fitzherbert), The letters of Mrs Fitzherbert and connected papers; being the second volume of the life of Mrs. Fitzherbert (1944). Ông còn chấp bút quyển Mark Sykes: His Life and Letters (1923), tiểu sử viết về một du khách, chính trị gia Đảng Bảo thủ và cố vấn ngoại giao người Anh.
Ông nhận thấy công việc điều hành một bất động sản không có gì sáng tạo và nhàm chán, và chuyển giao bất động sản thuộc về ông cho trưởng nam của mình là John Norman Leslie kế tục chức vị Nam tước đời thứ 4. Sự giàu sang của gia đình Leslies đã suy yếu vào những năm 1930 sau sự sụp đổ của Phố Wall năm 1929 và một trang trại làm ăn thua lỗ. Họ vẫn tiếp tục duy trì lối sống của mình dù không còn được như xưa nữa, liên quan đến việc tham dự mùa giải ở Luân Đôn và tiệc tùng chiêu đãi những vị khách quý, bao gồm Anthony Eden ở Glaslough. Ngay khi Thế chiến II bùng nổ vào năm 1939, ông tham gia Đội Vệ Quốc quân Anh. Ông dành phần đời còn lại sinh sống giữa Glaslough và Luân Đôn cho tới khi qua đời vào năm 1971, hưởng thọ 85 tuổi.

## Gia đình
Ông là trưởng nam của Sir John Leslie, Nam tước đời thứ hai, và mẹ là Leonie Blanche Jerome. Ông kết hôn với người vợ đầu là Marjorie Ide, con gái của Tướng Henry Clay Ide, vào ngày 11 tháng 6 năm 1912 và có hai con trai và một con gái:
- Anita Theodosia Moira Rodzianko King (ngày 21 tháng 11 năm 1914 – ngày 5 tháng 11 năm 1985), tiểu thuyết gia và người viết tiểu sử; đã kết hôn (lần thứ hai) với Tư lệnh Bill King, chỉ huy tàu ngầm và du thuyền trong Thế chiến II; có với nhau hai đứa con; bạn của Hazel Lavery, nổi tiếng là tình nhân của Michael Collins.
- Sir John Norman Ide Leslie, Nam tước đời thứ 4 (ngày 6 tháng 12 năm 1916 – ngày 18 tháng 4 năm 2016), thường được biết đến với cái tên Sir Jack Leslie, chưa bao giờ kết hôn hoặc sinh con đẻ cái.
- Desmond Arthur Peter Leslie (ngày 29 tháng 6 năm 1921 – ngày 21 tháng 2 năm 2001).

Sau khi vợ đầu Marjorie qua đời vào ngày 8 tháng 2 năm 1951, Shane Leslie kết hôn với Iris Carola Laing, con gái của Charles Miskin Laing, vào ngày 30 tháng 5 năm 1958.